# Alessio Casimirri
Alessio Casimirri (Roma, Italia, 2 de agosto de 1951) es un exmiembro del disuelto grupo terrorista italiano Brigadas Rojas, que actualmente vive en Nicaragua desde 1983, donde se nacionalizó nicaragüense en 1988. Se le acusa de haber participado en el secuestro y posterior asesinato del ex primer ministro italiano Aldo Moro.

## Biografía
Nació en Roma en 1951, siendo hijo de Maria Ermanzia Labella, ciudadana vaticana y de Luciano Casimirri, militar durante la Segunda Guerra Mundial en Cefalonia, Grecia, y que posteriormente fue jefe de prensa del L'Osservatore Romano, el diario del Vaticano.
Después de militar en Potere Operaio y otras organizaciones de izquierda, ingresó en las Brigadas Rojas donde conocería a su futura esposa Rita Algranati. El 16 de marzo de 1978 Casimirri participó en el secuestro del ex primer ministro italiano Aldo Moro, que posteriormente fue asesinado, por lo cual fue condenado en ausencia a cadena perpetua. En 1980 dejó las BR y subsecuentemente fue a Nicaragua, después de estar un tiempo en Libia y Cuba. En el país centroamericano se convirtió en instructor del Ejército Popular Sandinista (EPS) junto con otros expatriados italianos; abrió un restaurante en Managua, llamado Mágica Roma, y años después otro restaurante, La cueva del Buzo en la misma ciudad, el cual fue asaltado por ladrones el 5 de abril de 2014.